# Pat Garrett & Billy the Kid
Pat Garrett & Billy the Kid — двенадцатый студийный альбом американского автор-исполнителя Боба Дилана, вышедший в 1973 году, саундтрек к фильму Сэма Пекинпы «Пэт Гэрретт и Билли Кид», где Дилан сыграл одну из ролей.
Диск преимущественно состоит из инструментальной музыки, написанной для фильма, но в то же время в альбом вошла одна из самых любимых песен Дилана и один из его самых больших хитов — «Knockin’ on Heaven’s Door», попавший в Top 20 по обе стороны Атлантики.
Альбом стал золотым и достиг 16-й позиции в чартах США и 29-й в Великобритании.

## Список композиций
Слова и музыка всех песен — Боб Дилан.
| №  | Название                                                            | Длительность |
| -- | ------------------------------------------------------------------- | ------------ |
| 1. | «Main Title Theme (Billy)» (инструментальная композиция)            | 6:00         |
| 2. | «Cantina Theme (Workin’ for the Law)» (инструментальная композиция) | 2:50         |
| 3. | «Billy 1»                                                           | 3:51         |
| 4. | «Bunkhouse Theme» (инструментальная композиция)                     | 2:10         |
| 5. | «River Theme»                                                       | 1:32         |

| №                   | Название                                     | Длительность |
| ------------------- | -------------------------------------------- | ------------ |
| 1.                  | «Turkey Chase» (инструментальная композиция) | 3:29         |
| 2.                  | «Knockin’ on Heaven’s Door»                  | 2:28         |
| 3.                  | «Final Theme» (инструментальная композиция)  | 5:18         |
| 4.                  | «Billy 4»                                    | 4:57         |
| 5.                  | «Billy 7»                                    | 2:01         |
| Общая длительность: | Общая длительность:                          | 34:36        |

## Участники записи
Приведены по сведениям книги Клинтона Хейлина Bob Dylan: A Life in Stolen Moments: Day by Day 1941—1995 и сайта Улофа Бьорнера, нумерация треков указана по изданию в формате компакт-диска.
Музыканты:
- Боб Дилан — вокал, ритм-гитара

| - Терри Пол — гитара (в песне 9), бас-гитара (в песнях 4, 7, 8, 10), вокализ (в песне 8) - Роджер МакГуинн — гитара (в песнях 2, 7, 8, 10), банджо (в песне 6), вокализ (в песне 8) - Джим Келтнер — ударные (в песнях 7, 8, 10), бонги (в песнях 7, 8, 10) - Кэрол Хантер — двенадцатиструнная гитара (в песне 8) - Карл Фортина — фисгармония (в песнях 7, 8), вокализ (в песне 8) - Гэри Фостер — флейта (в песне 8) - Фред Кац — виолончель (в песне 8) - Тед Мичел — виолончель (в песне 8) | - Брюс Лэнгхорн — гитара (в песнях 1, 2, 3, 5, 6) - Букер Ти — бас-гитара (в песнях 1, 2, 3, 5, 6) - Расс Кункель — бубен (в песнях 1, 2), бонги (в песнях 1, 2) - Байрон Берлайн — народная скрипка (в песнях 5, 6), вокализ (в песне 5) - Донна Вайс — вокализ (в песне 5) - Присцилла Джонс — вокализ (в песне 5) - Бренда Паттерсон — вокализ (в песне 5) |

Технический персонал:
- Гордон Кэрролл — музыкальный продюсер
- Дэн Валлин[англ.] — звукоинженер
- Джон Ван Хамерсвельд[англ.] — арт-директор, художественное оформление
- Боб Дженкинс — фотографии
- Мануэль Паломино — фотографии
- Сара Дилан[англ.] — фотографии

## Позиции в хит-парадах и коммерческие показатели
| Год         | Хит-парад                           | Высшая позиция | Пребывание в чарте |
| ----------- | ----------------------------------- | -------------- | ------------------ |
| 1973 — 1974 | Австралия (Kent Music Report)       | 28             | нет данных         |
| 1973 — 1974 | Великобритания (UK Albums Chart)    | 29             | 11 недель          |
| 1973 — 1974 | Канада (RPM Albums Chart)           | 22             | 19 недель          |
| 1973 — 1974 | США (Billboard Top LPs & Tape)      | 16             | 30 недель          |
| 1973 — 1974 | Финляндия (Suomen virallinen lista) | 30             | 1 неделя           |

| Хит-парад (1974) | Позиция |
| ---------------- | ------- |
| Италия (FIMI)    | 13      |

| Регион | Сертификация | Продажи  |
| --- | ------------ | -------- |
| США (RIAA) | Золотой      | 500 000^ |
| * Данные о продажах приведены только на основе сертификации. ^ Данные о тиражах приведены только на основе сертификации. |              |          |